# أجروبولي
غروبلي أو أجروبولي، (بالإنجليزية: Agropoli)‏، (سيلنتان: Aruòpole or Aruòpëlë)، هي مدينة و(بلدية) في منطقة سيلنتو، في مقاطعة سلرنو، كمبانية، إيطاليا. وهي تقع في بداية ساحل سيلنتان، على بحر طرانة.

## السكان
في سنة 1861 بلغ عدد السكان 2٬038 نسمة، وتطور العدد ليصل في سنة 2011 لـ 20٬610 نسمة.
يظهر هذا المخطط البياني تطور النمو السكاني لـ أجروبولي

## معرض صور

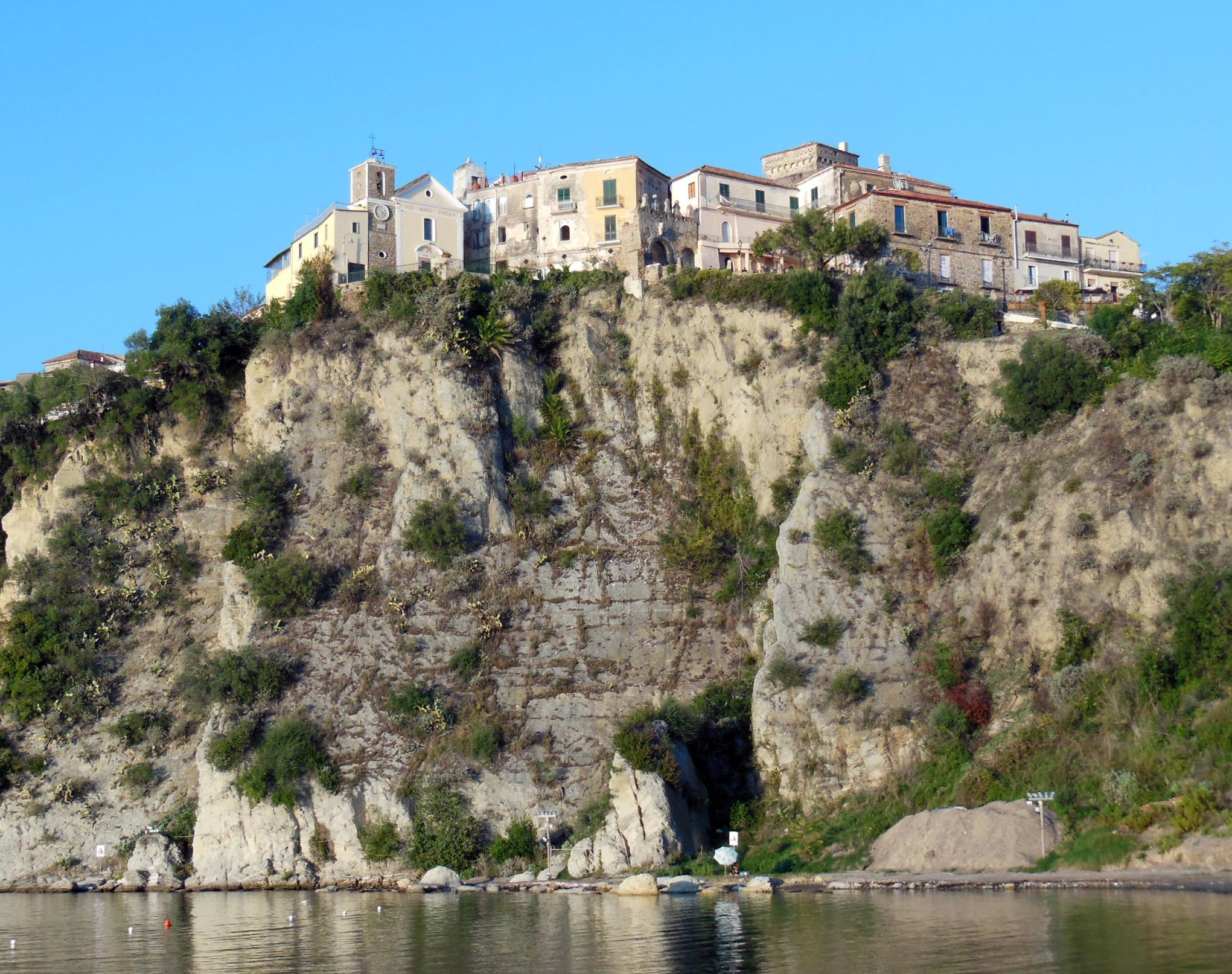
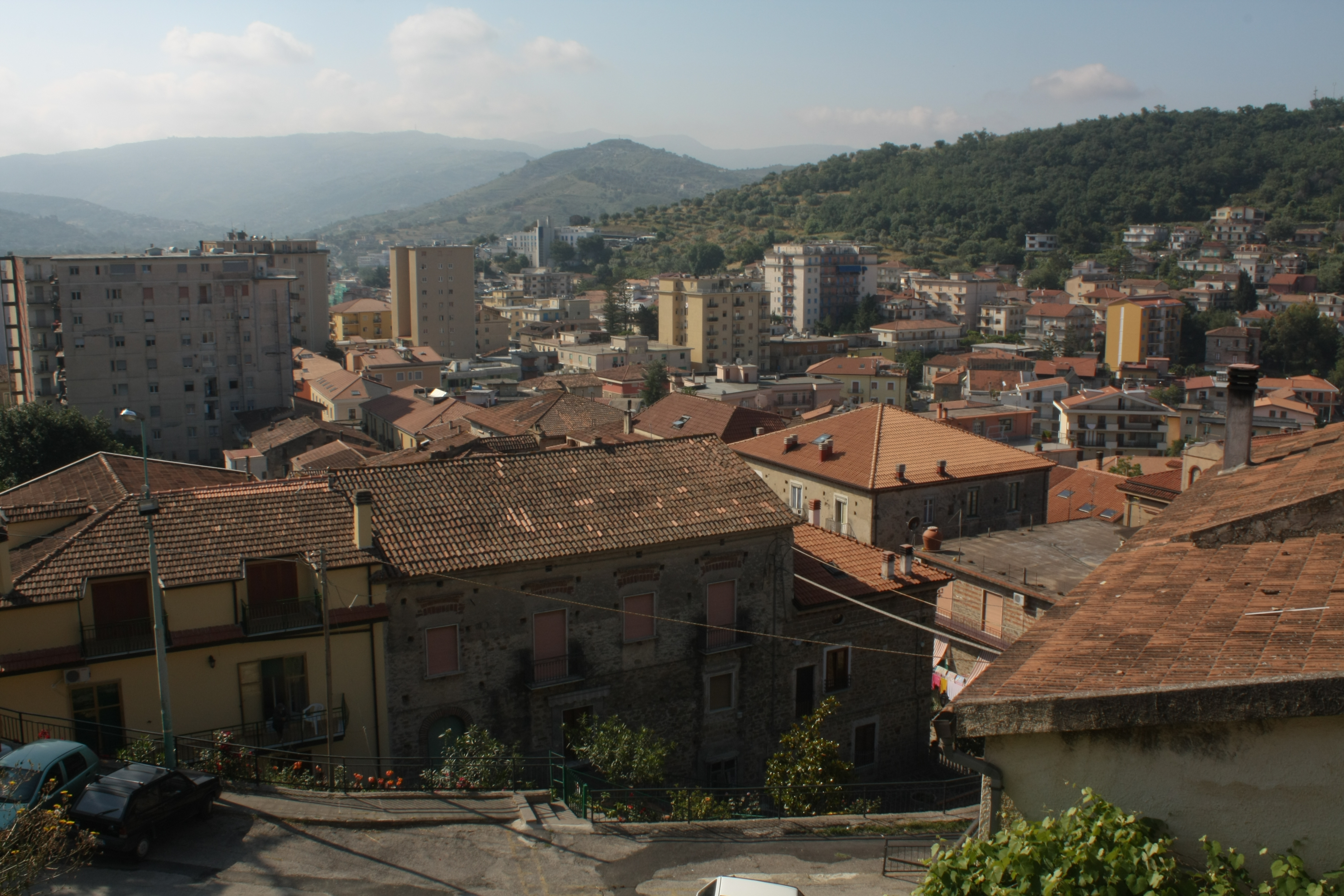
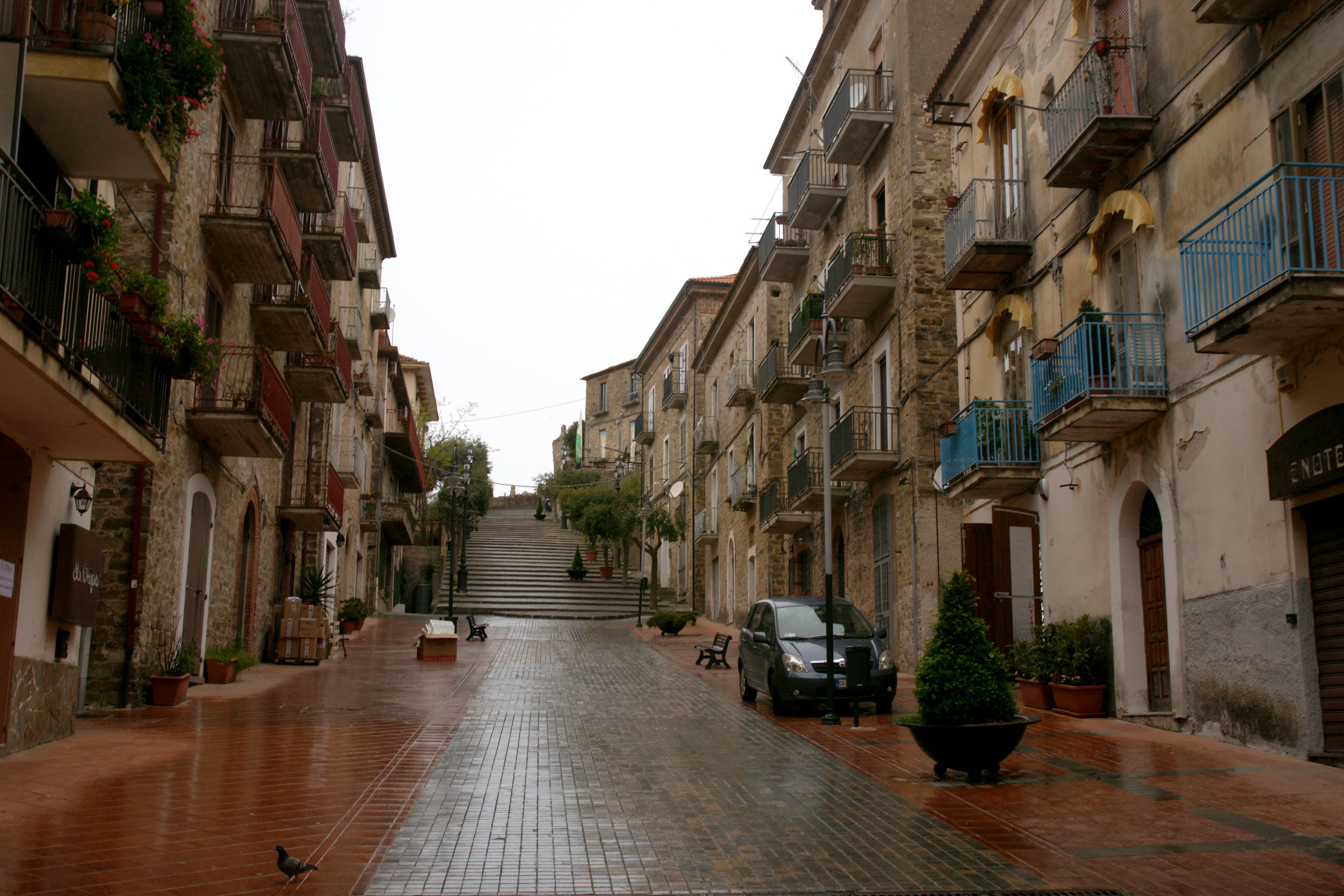
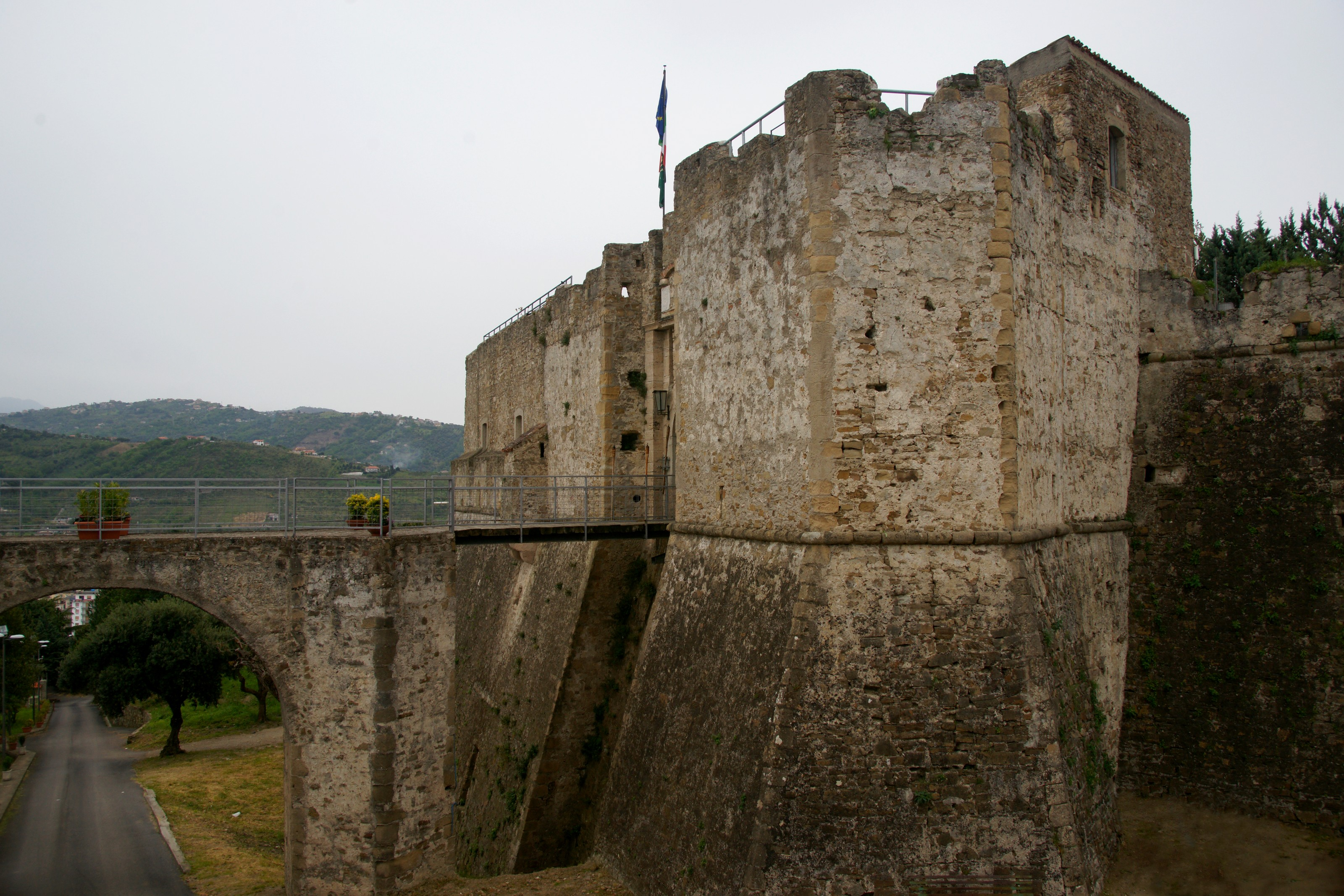

## توأمة
لأجروبولي اتفاقيات توأمة مع:
- تشيلي

## أعلام
- جوزيبي فانيتشيلو